# Charles Gmelin
Charles Henry Stuart Gmelin (Krishnanagar, India, 28 de mayo de 1872 – Oxford, 12 de octubre de 1950) fue un atleta de Gran Bretaña que compitió en los Juegos Olímpicos de Atenas.

## Biografía
Gmelin nació en Bengala, India, donde su padre fue un misionero cristiano. Regresó a Inglaterra a una edad temprana, para poder estudiar.
Asistió al Magdalen College School y al Keble College, ambos en Oxford. Después de graduarse, tomó las órdenes sagradas, para más tarde convertirse en director de la Escuela de Freshfields en Oxford. Gmelin fue un deportista versátil, quien representó a Oxfordshire tanto en fútbol como en cricket.

## Récord Olímpico
Gmelin tuvo la distinción de ser el primer atleta británico que participó en una competición olímpica, cuando terminó tercero en la serie inaugural de los 100 metros planos, del programa de atletismo, quedando eliminado.
Sin embargo, tuvo mayor suerte en los 400 llanos, cuando en su serie de clasificación, terminó segundo detrás del norteamericano Thomas Burke, clasificándolo a la final. En dicha final, terminó tercero, detrás de Burke y del también estadounidense Herbert Jamison, con un tiempo de 55,6 segundos. Por muchos años el corredor alemán Fritz Hofmann fue incorrectamente colocado por delante de Gmelin.
Aunque en los Juegos Olímpicos de Atenas 1896 los atletas que finalizaban terceros no recibían premio alguno, Gmelin es reconocido en la actualidad como el medallista de bronce de dichos juegos.
- Datos: Q359087
- Multimedia: Charles Gmelin / Q359087